# UD Logroñés
Az UD Logroñés, teljes nevén Unión Deportiva Logroñés egy spanyol labdarúgócsapat. A klubot 2009-ben alapították, jelenleg a harmadosztályban szerepel.

## Története
A klubot 2009-ben alapították, az ugyanebben az évben megszűnt CD Logroñés egyik jogutódjaként.
Első szezonját a harmadosztályban kezdte, ahol kilencedik lett. Tartalékcsapata jelenleg a negyedosztályban szerepel, ahová 2010-ben jutott fel.
Ugyancsak jogutódja a CD Logroñésnek a szintén 2009-ben alapított SD Logroñés.

## Statisztika
| Szezon  | Osztály | Poz. | Copa del Rey |
| ------- | ------- | ---- | ------------ |
| 2009/10 | 2ªB     | 9.   |              |
| 2010/11 | 2ªB     | —    |              |

## Külső hivatkozások
- Hivatalos weboldal (spanyolul)
- Futbolme (spanyolul)